# Alfredo del Diestro
Alfredo del Diestro est un acteur et réalisateur mexicain né en 1885 à Valparaiso et mort en 1951 à Mexico.

## Biographie
Né en 1885, Alfredo del Diestro est le fils d'un commerçant espagnol, Juan del Diestro, et d'une pianiste italienne, Matilde Cavaletti.

## Filmographie
Comme acteur
- 1922 : María : Salomón
- 1930 : Los que danzan : Benson
- 1931 : El código penal : MacManus
- 1931 : La dama atrevida : Fleming
- 1931 : La mujer X : Col. Hamby
- 1931 : El pasado acusa : Detective Palmer
- 1931 : La ley del harem
- 1932 : Soñadores de gloria
- 1932 : Una vida por otra
- 1933 : Revolución : Medrano
- 1933 : La Llorona : Inspector de policia
- 1933 : El prisionero 13 : Colonel Julián Carrasco
- 1933 : La noche del pecado
- 1934 : El compadre Mendoza : Rosalío Mendoza
- 1934 : Oro y plata
- 1934 : Chucho el Roto
- 1934 : Juárez y Maximiliano
- 1934 : Nada más que una mujer : Julio Franchoni
- 1935 : Tribu : Gov. Alfonso del Moral, Duque del Pardo
- 1935 : Sor Juana Inés de la Cruz
- 1935 : Silencio sublime
- 1937 : La Paloma : Mariscal Bazaine
- 1937 : Las mujeres mandan : Isidro Rodríguez
- 1938 : Noches de gloria
- 1938 : Alarma
- 1938 : Nobleza ranchera
- 1938 : Padre de más de cuatro
- 1939 : La casa del ogro : El médico
- 1939 : Hombres del aire
- 1940 : Los de abajo
- 1940 : Madre a la fuerza
- 1940 : El jefe máximo
- 1941 : Ni sangre, ni arena : Don Ramon
- 1941 : El rápido de las 9.15 : El Incurable
- 1942 : Mi viuda alegre
- 1943 : El padre Morelos
- 1943 : Adios mi chaparrita
- 1944 : Viejo nido
- 1944 : El camino de los gatos
- 1944 : Tribunal de Justicia
- 1944 : Adiós, Mariquita linda
- 1945 : Adán, Eva y el diablo
- 1945 : Como yo te quería
- 1946 : María Magdalena, pecadora de Magdala : Joaquín
- 1948 : Se la llevó el Remington : Don Eusebio
- 1948 : La norteña de mis amores
- 1949 : Ahí viene Vidal Tenorio
- 1949 : Un milagro de amor

Comme réalisateur
- 1922 : María
- 1930 : Los que danzan
- 1938 : Nobleza ranchera